# Amazons (film)
Amazons is een Argentijns-Amerikaanse fantasy-avonturenfilm uit 1986, geregisseerd door Alejandro Sessa. De hoofdrollen worden vertolkt door Penelope Reed, Danitza Kingsley, Joseph Whipp, Ty Randolph en Jacques Arndt. Het scenario is geschreven door Charles R. Saunders en is gebaseerd op zijn kortverhaal Agbewe’s Sword, dat voor het eerst verscheen in de anthologie Amazons! uit 1979. Dit kortverhaal maakt deel uit van de serie Dossouye, geïnspireerd door de vrouwelijke krijgers van het Koninkrijk Dahomey in West-Afrika. De serie werd in 2008 gebundeld tot een roman.
Sessa en Saunders werkten opnieuw samen aan de film Stormquest uit 1987.

## Verhaal
Amazons vertelt het epische verhaal van een legendarische stam van krijgsvrouwen uit een mythische tijd, wier zielen verbonden zijn met magische bomen. De Amazones worden bedreigd door koning Kalungo, een kwaadaardige heerser wiens magische krachten afkomstig zijn van de demonische entiteit Balgore. Tijdens een ceremonie openbaart de Hogepriester van de Amazones dat het magische zwaard van Azundati hun enige hoop is om Kalungo te verslaan. De jonge krijger Dyala wordt, samen met haar metgezel Tashi, op een gevaarlijke missie gestuurd om het zwaard te vinden.
Wat Dyala niet weet, is dat Tashi’s moeder Tshingi – een voormalige krijger met een verborgen agenda – haar dochter opdracht heeft gegeven om Dyala te doden en het zwaard voor haar te stelen. Tshingi werkt in het geheim samen met Kalungo, die haar de macht heeft beloofd in ruil voor verraad. Terwijl Dyala en Tashi hun reis voortzetten, worden ze achtervolgd door Akam, een magische gedaanteverwisselaar gestuurd door Kalungo.
De film bereikt zijn climax wanneer Dyala met behulp van het zwaard Kalungo confronteert en zijn leger overwint. Na een intense strijd verslaat ze ook Tshingi, maar de prijs die ze betaalt is hoog: haar spirituele verbinding met de Amazones wordt verbroken. Ondanks haar onsterfelijkheid besluit Dyala haar rol als krijger achter zich te laten en het zwaard terug te brengen naar de plek waar het thuishoort.

## Rolverdeling
| Acteur                                        | Personage          |
| --------------------------------------------- | ------------------ |
| Mindi Miller                                  | Dyala              |
| Penelope Reed                                 | Tashi              |
| Joseph Whipp                                  | Kalungo            |
| Danitza Kingsley                              | Tshingi            |
| Jacques Arndt                                 | Hogepriester       |
| Francisco Cocuzza (onder de naam Frank Cocza) | Baliguri           |
| Anita Larronde                                | De Smaragdkoningin |

## Ontvangst
Variety beschreef de film als "een lichtgewichtige bijdrage aan het sciencefiction/fantasygenre, met enkele beeldschone actrices in gevechten met zwaarden, maar weinig meer." De film werd in de Verenigde Staten direct op video uitgebracht en miste een bioscooprelease. De complexe verhaallijn en het gebrek aan dramatische spanning werden als minpunten genoemd, hoewel de casting van de actrices als visueel aantrekkelijk werd geprezen.